# سامول (رمان رافی)
ساموِل (ارمنی: Սամվել; Samvel; انگلیسی: Samuel) یک رمان است به زبان ارمنی که در سال ۱۸۸۶ میلادی توسط رمان‌نویس شهیر ارمنی، رافی نگاشته شده است. برخی منتقدان آن را موفق‌ترین اثر وی برشمرده‌اند، موضوع اصلی این کتاب دربارهٔ کشته شدن شاهزاده سده چهارم واهان مامیکونیان و همسرش توسط پسرشان سامول می‌باشد.

## ترجمه‌ها
- به فرانسه: Samuel, توسطه Jean-Jacques Avédissian انتشارات Thaddée (2010) 480 صفحه